# Hurdsfield
Hurdsfield è un centro abitato (city) degli Stati Uniti d'America, situato nella Contea di Wells, nello Stato del Dakota del Nord. Nel censimento del 2000 la popolazione era di 91 abitanti. La città è stata fondata nel 1903.

## Geografia fisica
Secondo i rilevamenti dell'United States Census Bureau, la località di Hurdsfield si estende su una superficie di 0,70 km², tutti occupati da terre.

## Popolazione
Secondo il censimento del 2000, a Hurdsfield vivevano 91 persone, ed erano presenti 27 gruppi familiari. La densità di popolazione era di 123 ab./km². Nel territorio comunale si trovavano 65 unità edificate. Per quanto riguarda la composizione etnica degli abitanti, il 100% era bianco.
Per quanto riguarda la suddivisione della popolazione in fasce d'età, il 19,8% era al di sotto dei 18, il 4,4% fra i 18 e i 24, il 22,0% fra i 25 e i 44, il 15.4% fra i 45 e i 64, mentre infine il 38.5% era al di sopra dei 65 anni di età. L'età media della popolazione era di 55 anni. Per ogni 100 donne residenti vivevano 75,0 maschi.